# 805 км (роз'їзд)
805 кіломе́тр — залізничний роз'їзд Шевченківської дирекції Одеської залізниці на лінії Оржиця — Золотоноша I.
Розташований біля південної околиці села Оржиця Гребінківського району Полтавської області між станцією Гребінка (5 км) та роз'їздом Писарщина (8 км).
Приміські та пасажирські поїзди на роз'їзді не зупиняються. Виконує виключно технічні функції.